# Rodgau
Rodgau är en tysk stad i distriktet (Landkreis) Offenbach i förbundslandet Hessen. Staden bildades så sent som 1979 genom sammanslagning av flera mindre orter.
Kommunen ligger i ett slättland i Rhen-Main-området. Ytan består ungefär till lika delar av skog, jordbruksområden och bebyggelse. Slättlandet ansluter till olika medelhöga bergsområden som Spessart, Taunus, Vogelsberg och Odenwald. Rodgaus stadsdelar är Weiskirchen, Hainhausen, Jügesheim, Dudenhofen och Nieder-Roden.
Namnet Rodgau kommer från ett kloster i stadsdelen Nieder-Roden som nämndes 786 för första gången i en urkund. Rodgau var fram till bildandet av staden ingen administrativ enhet utan en beteckning för landskapet. Järnvägslinjen från Offenbach till Nieder-Roden som numera är pendeltågslinje (S-Bahn) heter till exempel Rodenbahn.

## Vänorter
Rodgaus stadsdelar har följande vänorter.
- Puiseaux, sedan 1974
- Hainburg an der Donau, sedan 1974
- Nieuwpoort, sedan 1975
- Donja Stubica, sedan 2002